# نوشاخ
قلهٔ نَوشاخ، بلندترین قلهٔ در افغانستان و دومین قلهٔ بلند مستقل رشته‌کوهِ هندوکش می‌باشد که ۷٬۴۹۲ متر بالاتر از سطح آب دریا واقع شده است. کوه نوشاخ در پارک ملی واخان در ولسوالی واخان قرار دارد. دامنهٔ شمالی و غربی آن در خاک افغانستان و دامنهٔ جنوبی و شرقی آن در خاک پاکستان واقع شده است. نوشاق بلندترین کوه افغانستان است و در گوشه شمال شرقی این کشور در امتداد مرز با پاکستان قرار دارد. این غربی‌ترین قله ۷۰۰۰ متری (۲۲۹۶۶ فوت) جهان است. راحت‌ترین دسترسی به نوشاق از مسیر افغانستان است.

## صعودها
این صعود از مسیر معمولی افغانستان، خط الراس جنوب شرقی از یخچال قادزی ده پیروی کرد. نخستین بار یک گروه کوهنوردی جاپانی (ژاپنی) در سال ۱۹۶۰ این قله را صعود کرد. توشیاکی ساکای و گورو ایواتسوبو از این گروه به قله رسیدند. این صعود از مسیر معمولی افغانستان، خط الراس جنوب شرقی از یخچال قادزی ده عبور می‌کرد. مسیر معمولی نزدیک افغانستان توسط خط الراس غربی است.
نوشاق شرقی، نوشاق مرکزی و نوشاق غربی برای نخستین بار در سال ۱۹۶۳ توسط دو اتریشی دکتر جرالد گروبر و رودولف پیشنگر صعود و فتح شد.
فاطمه سلطانی و ذبیح افضلی از کوهنوردان معروف افغانستان در سال ۲۰۲۰ موفق به فتح قله شده‌اند.